# Aleksandras Macijauskas
Aleksandras Macijauskas (* 16. Mai 1938 in Kaunas) ist ein litauischer Fotograf und Journalist.

## Leben
Sein Vater starb als Partisan-Resistent bei dem Kampf gegen die sowjetische Okkupation. Seine Mutter wurde deswegen nach Sibirien deportiert. Aleksandras Macijauskas wuchs bei seinen Großeltern auf. 1962 machte er die Abitur an der Mittelschule in Sowjetlitauen. Von 1973 bis 1977 vertiefte er sich in Filosofie Westens. Von 1967 bis 1979 arbeitete er bei der Tageszeitung „Vakarinės naujienos“ als Fotograf. 1969 errichtete er mit anderen Fotografen den Verein Lietuvos fotografijos meno draugija (seit 1989 Lietuvos fotomenininkų sąjunga) und 1985 den Fotografieclub-Schule (jetzt Fotografie-Kunstschule Kaunas). Er leitet die Fotografie-Galerie „Fujifilm“ als Direktor.
Seine Arbeiten gibt es im Fotografiemuseum Šiauliai, Kunstmuseum Litauens.

## Ehrungen
- 1994: Ehrenfotograf  (AFIAP), Fédération Internationale de l’Art Photographique

## Auszeichnungen
- 1995 Lietuvos nacionalinė premija
- 1998  Gediminas-Orden
- 2003 Preis von Kauno meno kūrėjų asociacija (für Buch „Fotografijos rinktinė“)
- 2004 Preis von Lietuvos meno kūrėjų asociacija (für Buch „Fotografijos rinktinė“)
- 2006 Goldenes Verdienstkreuz Polens
- 2008 Preis der Stadtgemeinde Kaunas